# Mario Moroni
Mario Moroni (Lecce, 11 aprile 1952) è un dirigente sportivo italiano, ex vicepresidente dell'Unione Sportiva Lecce e consigliere di Lega.

## Biografia
Nell'Unione Sportiva Lecce ha assunto vari ruoli dirigenziali assumendo il ruolo di presidente per sette stagioni dal 1995 al 2002. Nel 2006 è eletto consigliere di Lega per la serie B mentre nel luglio 2008 diventa consigliere di A prendendo il posto di Tommaso Ghirardi del Parma. Nel 2009 è stato, in qualità di rappresentante del Lecce, l'unico dirigente di A ad opporsi in Lega Calcio all'ipotesi di scissione con la serie B. Questa sua posizione è stata ribadita nel settembre 2010 a proposito del "prelievo forzoso" in atto dalla Lega sulle neopromosse Lecce, Brescia e Cesena per finanziare le partecipanti in Europa League (Juventus, Napoli, Palermo, Sampdoria).